# Воробьёв (Волгоградская область)
Воробьёв — хутор в Чернышковском районе Волгоградской области.
Входит в состав Нижнегнутовского сельского поселения.

## География
Хутор расположен на юго-западе Чернышковского района в нижнем течении реки Цымлы.